# ريكاردو غابياديني
ريكاردو غابياديني (بالإنجليزية: Riccardo Gabbiadini)‏ هو لاعب كرة قدم بريطاني في مركز الهجوم، ولد في 11 مارس 1970 في نيوبورت في المملكة المتحدة. لعب مع برايتون أند هوف ألبيون وغريمسبي تاون ونادي بلاكبول ونادي سكاربورو ونادي سليغو روفرز ونادي سندرلاند ونادي كارلايل يونايتد ونادي كرو ألكساندرا ونادي هارتلبول يونايتد ونادي يورك سيتي.